# Наоми Новик
Наоми Новик (на английски: Naomi Novik) е американска компютърна дизайнерка и писателка на бестселъри в жанра историческо фентъзи и алтернативна история.

## Биография и творчество
Наоми Новик е родена на 30 април 1973 г. в Ню Йорк, САЩ. Баща ѝ е от литовски еврейски произход, а майка ѝ е етническа полякиня. Израства в Рослин Хайтс в Лонг Айлънд. Става запален читател на научна фантастика още от шестгодишна възраст. Завършва с бакалавърска степен по английска филология от Университета „Браун“ и с магистърска степен по информатика от Колумбийския университет. Още в университета участва в проектирането и развитието на компютърната игра „Neverwinter Nights: Shadow of Undrentide“. След дипломирането си се връща в Ню Йорк и се насочва към компютърното програмиране и дизайн, и писателската си кариера.
През 2006 г. е издаден първият ѝ роман „Драконът на Негово Величество“ от фентъзи поредицата „Темерер“. Той представя алтернативна история на Наполеоновите войни. Когато капитан Уил Лорънс залавя френска фрегата и скъпоценния ѝ товар от едно неизлюпено драконово яйце, съдбата му се обръща в неочаквана посока и той трябва да защити Англия с новия си партньор – дракона Темерер. За книгата е удостоен с наградите „Комптън Крук“, „Локус“ и „Джон Кемпбъл“ за най-добър първи фентъзи роман.
През 2015 г. е издаден романът ѝ „Uprooted“, който получава наградата „Небюла“ за най-добър роман.
Омъжена е за писателя Чарлз Ардай. Имат едно дете.
Наоми Новик живее със семейството си в Манхатън, Ню Йорк.

## Произведения

### Самостоятелни романи
- Uprooted (2015) – награда „Небюла“ и „Митопоетик фентъзи“
Изтръгнати от корен, изд.: ИК „Екслибрис“, София (2016), прев. Ирина Манушева
- Spinning Silver (2018)
Сребърна приказка, изд.: ИК „Екслибрис“, София (2018), прев. Неза Михайлова

### Серия „Темерер“ (Temeraire)
1. Temeraire (2006) – издаден и като „His Majesty's Dragon“, награда „Джон Кемпбъл“
Драконът на Негово Величество, изд.: „ИнфоДар“, София (2008), прев. Емануил Томов
2. The Throne of Jade (2006)
Нефритеният трон, изд.: „ИнфоДар“, София (2011), прев. Мила Куцарова
3. Black Powder War (2006)
4. Empire of Ivory (2007)
5. Victory of Eagles (2008)
6. Tongues of Serpents (2010)
7. Crucible of Gold (2012)
8. Blood of Tyrants (2013)
9. League of Dragons (2016)

### Серия „Свободна професия“ (Liberty Vocational)
1. Will Supervillains Be on the Final? (2011)

### Серия „Сколоманс“ (Scholomance)
1. A Deadly Education (2020)
Смъртоносна академия, изд.: „Сиела“, София (2021), прев. Надя Баева
2. The last Graduate (2021)
Последното дипломиране, изд.: „Сиела“, София (2022), прев. Зорница Русева
3. The Golden Enclaves (2022)
Златните анклави, изд.: "Сиела", София (2023), прев. Зорница Русева

### Сборници
- Golden Age and Other Stories (2017)